# 泰耶 (萨尔特省)
泰耶（法語：Teillé，法語發音：[tɛje] ⓘ）是法国萨尔特省的一个市镇，属于勒芒区。

## 地理
泰耶（48°10'54"N, 0°11'17"E）面积11.54 平方千米，位于法国卢瓦尔河地区大区萨尔特省，该省份为法国西北部内陆省份，北起顺时针与奥恩省、厄尔-卢瓦省、卢瓦-谢尔省、安德尔-卢瓦尔省、曼恩-卢瓦尔省和马耶讷省接壤，是法国大西部的入口，连接卢瓦尔河谷、布列塔尼和巴黎盆地。
与泰耶接壤的市镇（或旧市镇、城区）包括：马雷谢、巴隆-圣马尔、卢塞苏巴隆、蒙比佐、圣让达塞、圣马索。

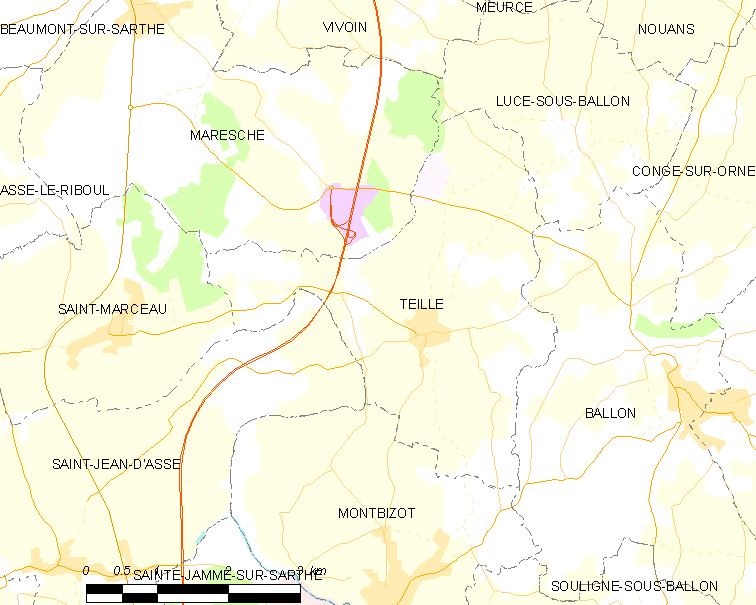
的OSM定位图

泰耶的时区为UTC+01:00、UTC+02:00（夏令时）。

## 行政
泰耶的邮政编码为72290，INSEE市镇编码为72349。

## 政治
泰耶所属的省级选区为博内塔布勒县。

## 人口

1962-2008年间人口变化图示

泰耶于2022年1月1日时的人口数量为521人。